# Muttekopf (Peischelgruppe)
Der Muttekopf ist ein 2431 m ü. A. hoher Berg in der Peischelgruppe der Allgäuer Alpen.

## Lage und Umgebung
Er erhebt sich bei Holzgau im Lechtal in Tirol. Er liegt östlich der Wildmahdspitze.

## Geologie
Der Muttekopf ist im Gegensatz zu den übrigen Bergen der Untergruppe ein Grasberg, der sich aus Liaskalk und Fleckenmergel zusammensetzt.

## Besteigung
Der Gipfel ist von Holzgau in einer Trittsicherheit und Schwindelfreiheit erfordernden Bergtour in knapp 4 Stunden zu erreichen.